# Vengerov & Fedoroff
Vengerov & Fedoroff (Венгеров и Фёдоров) — диджей-дуэт, основанный в 2005 году. Участники дуэта — Михаил Венгеров и Дмитрий Фёдоров. Дуэт занимался преимущественно танцевальной музыкой и ремиксами. Наибольшую популярность получили благодаря композициям, созданным на основе популярных советских художественных и анимационных фильмов.

## История группы

### Состав
Михаил Венгеров родился 7 июня 1972 года в Москве. Окончил среднюю школу. В МГПУ имени Ленина получил профессию учителя географии и английского языка, позже окончил Московский экономико-статистический институт по специальности «Финансовый менеджмент». С 20 лет начал заниматься собственным бизнесом, но после знакомства с Дмитрием Федоровым начал карьеру диджея.
Дмитрий Фёдоров родился 20 апреля 1969 года в Москве. Его способности к музыкальному менеджменту проявились ещё в детстве. В 11 лет он провёл первую дискотеку в своей школе. После этого музыка стала для него больше чем хобби. Учился в ПТУ, где был членом диско-клуба, стал инструментальщиком. В 2004 году поступил в Тверской государственный университет на факультет «Управление регионами». В 2005 году познакомился с Михаилом Венгеровым.

### «Джентльмены удачи»
Первым хитом диджей-дуэта «Vengerov & Fedoroff» стал ремикс на композицию из кинофильма «Джентльмены удачи». Танцевальная версия известного мотива Григория Гладкова настолько полюбилась слушателям, что моментально разлетелась по всем теле-радиоэфирам и мобильным телефонам (как рингтон).
В 2005 году серия продолжилась ремиксами из фильмов:
- «Кавказская пленница, или Новые приключения Шурика» (вышло две версии),
- «Здравствуйте, я ваша тётя!» (вместе с DJ Венегрет),
- «Иван Васильевич меняет профессию» (вышло две версии — обычная и «Best Remix»),
- «Моя морячка».

Все композиции занимали лидирующие места во всех хит-парадах и видео-чартах России и ближнего зарубежья. «Vengerov & Fedoroff» расширяют свою сферу деятельности: создаётся одноимённый продюсерский центр.
В том же году «Vengerov & Fedoroff» стали обладателями премии RMA MTV в номинации «Best Dance Project» («Лучший танцевальный проект»).
В декабре 2005 года вышел дебютный альбом Венгерова и Фёдорова под названием «Джентльмены удачи». В него, кроме кино-ремиксов, вошли композиция «Коктебель» (дуэт с Гошей Куценко) и сольная композиция «Модели и мы».

### Новые ремиксы и выступления
В 2006 году диджей-дуэт сыграл свои лучшие композиции на Российском экономическом форуме в Лондоне. Тогда же, в апреле, в рамках тура по США, они выступили в лучших ночных клубах Нью-Йорка, Майами, Лос-Анджелеса, Сан-Франциско и других мегаполисах. В канун Нового, 2007 года, была создана оригинальная ремикс-композиция «Простоквашино», мгновенно обосновавшаяся на первых строчках хит-парадов и видео-чартов.
Продюсерский центр «Vengerov & Fedoroff» расширяет свою деятельность: под его эгидой появляется проект «Sp@m». Их совместная композиция «Маленькая девочка» стала саундтреком молодёжного фильма «В ожидании чуда», а в 2007 году выходит второй альбом диджей-дуэта «Vengerov & Fedoroff» — «Sex Be$$ Porno».

### Композиции с исполнителями
Ряд композиций дуэта «Vengerov & Fedoroff» записан в сотрудничестве с исполнителями:
- в 2005 году — Иванушки International («Тополиный пух»), Блестящие («Пальмы парами» + «Апельсиновая песня»), Звери («За любовь из горлышка»), Дельфин («В последний раз»).
- в 2006 году — Анжелика Агурбаш («Моя мания»).
- в 2007 году — «Брайт» («Напиши мне письмо»), Михаил Круг («Владимирский централ»), Lika Star («Крутим-мутим»), «Игра Слов» («Катерки»), Владимир Брилёв («Гонка-жизнь»).
- в 2008 году — Людмила Зыкина («Течёт река Волга»), Алёна Свиридова («Пока»).
- в 2009 году — Жанна Фриске («Портофино»), Митя Фомин («Две земли»), Алёна Свиридова («Розовый фламинго»), Григорий Лепс и Стас Пьеха («Она не твоя»), Евгения Отрадная («Трамвай» и «Не снись мне, любимый»), Алексей Глызин («Письма издалека»), Goran Bregovich («Mahalageasca», вышла под названием «Мамба»), Алла Пугачёва («100 друзей»), Modern Talking («You’re My Heart, You’re My Soul»).
- в 2010 году — Макс Покровский («Хару Мамбуру» — саундтрек к фильму «Тупой жирный заяц»), Goran Bregovich («Ne Siam Kurve Tuke Sijam Prostitutke»), Иванушки International («Кукла»), Алла Пугачёва («Мне нравится» и «Балет»), «IKA» («Держи меня за руку» и «Тонкие ткани»), «Дискотека Авария» («Модный танец Арам-Зам-Зам»).

### «В гостях у сказки»
В 2010 году выходит третий альбом диджей-дуэта — «В гостях у сказки». В него вошли композиции с разными исполнителями, композиция «Мать» (сольный дуэт с Анфисой Чеховой) и последний на данный момент кино-ремикс — «В гостях у сказки», вышедший в канун Нового, 2008 года (в качестве мотива взята композиция из фильма «Там, на неведомых дорожках...»).
После этого участники коллектива (Михаил Венгеров и Дмитрий Фёдоров) сконцентрировались на сольном творчестве и бизнесе.

## Альбомы
| 2005 — Джентльмены удачи |
| --- |
| 1. Джентльмены удачи 2. Кавказская пленница 3. Модели и мы 4. Иван Васильевич (Best Remix) 5. Коктебель (feat. Гоша Куценко) 6. Best Girls (feat. DJ Angels) 7. Тополиный пух (Hot remix) (feat. Иванушки International) 8. Здравствуйте, я ваша тётя! (feat. DJ Венегрет) 9. Народное техно (feat. DJ Венегрет) 10. BUMP 11. За любовь из горлышка (feat. Звери) 12. Никотин, алкоголь (feat. DJ Nastя) 13. Последний раз (Ibiza remix) (feat. Дельфин) 14. Иван Васильевич (Intro remix) |

| 2007 — Sex Be$$ Porno |
| --- |
| 1. Владимирский централ (Remix) 2. Простоквашино 3. Фламенко 4. Моя мания (Remix) (feat. Анжелика Агурбаш) 5. Катерки (feat. Игра Слов) 6. Крутим-мутим (feat. Lika Star) 7. Коктебель 8. Куршевель 9. Катерки (Latino Dance Remix) (feat. DJ Nejtrino) 10. Напиши мне письмо (Remix) (feat. Брайт) 11. Гонка-жизнь (Remix) (feat. Владимир Брилёв) 12. Казантип (Remix) 13. Крутим-мутим (Remix) (feat. Lika Star) 14. Маленькая девочка (feat. Sp@m) (саундтрек к фильму «В ожидании чуда») 15. Студия Горького (feat. Sp@m) 16. Снежный рэп (feat. Sp@m) 17. Как же так случилось (feat. Sp@m) |

| 2010 — В гостях у сказки |
| --- |
| 1. В гостях у сказки (New Year Remix) 2. Пока (Remix) (feat. Алёна Свиридова) 3. Держи меня за руку (Remix) (feat. IKA) 4. Она не твоя (Radio Remix) (feat. Григорий Лепс & Стас Пьеха) 5. Весна (Remix DJ Vengerov) (feat. МакSим) 6. Капелькою (Remix DJ Vengerov) (feat. Валерия) 7. Две земли (Remix) (feat. Митя Фомин) 8. Модный танец Арам-Зам-Зам (Remix) (feat. Дискотека Авария) 9. Розовый фламинго (Remix) (feat. Алёна Свиридова) 10. Трамвай (Remix) (feat. Евгения Отрадная) 11. Портофино (Remix) (feat. Жанна Фриске) 12. Кукла (Remix) (feat. Иванушки International) 13. Dr. Shoo (Remix DJ Vengerov) (feat. DJ Smash) 14. Почему (Remix DJ Vengerov) (feat. Арктика) 15. Тонкие ткани (Remix DJ Vengerov) (feat. IKA) 16. Кармен (Remix DJ Vengerov) (feat. Екатерина Арну) 17. Мать (feat. Анфиса Чехова) 18. Моя морячка (Remix) (feat. Людмила Гурченко) 19. Ёлка (Remix) (feat. Дискотека Авария, Гоша Куценко, UMA2RMAN, DJ Smash) |